# Synolulis diascia
Synolulis diascia är en fjärilsart som beskrevs av George Francis Hampson 1926. Synolulis diascia ingår i släktet Synolulis och familjen nattflyn. Inga underarter finns listade i Catalogue of Life.